# Brasilianisch-ruandische Beziehungen
Die brasilianisch-ruandischen Beziehungen umfassen die bilateralen Beziehungen zwischen Brasilien und Ruanda. Sie unterhalten seit 1981 offizielle diplomatische Beziehungen.
Ihr Verhältnis gilt als gut. Es war lange sehr locker, befindet sich nun jedoch in stetem Aufbau, befördert von der wirtschaftlichen und politischen Entwicklung Ruandas seit dem Ende von Bürgerkrieg und Völkermord 1994. Neben der gemeinsamen Mitgliedschaft in einigen internationalen Organisationen, darunter die Gruppe der 77 und weitere UN-Unterorganisationen, sind erste bilaterale Abkommen und etwas brasilianische Entwicklungszusammenarbeit über die staatliche brasilianische Agentur für Entwicklungszusammenarbeit (Agência Brasileira de Cooperação, ABC) zu nennen, etwa als diese im September 2020 während der weltweiten COVID-19-Pandemie Schutzausrüstung für medizinisches Personal an Ruanda gab. Zudem besteht zivilgesellschaftlicher Austausch auf mehreren Ebenen. Brasilianische Wissenschaftler und Mitarbeiter von NGOs wirken in Ruanda, etwa in Natur- und Tierschutz und -forschung, und brasilianische Schüler besuchten die ruandische Botschaft in Brasilien, um das Land besser kennenzulernen. Insgesamt ist eine stetige Annäherung festzustellen, die sich auch auf offizieller Ebene zeigt, in Staatsbesuchen und insbesondere seit der Vereinbarung beider Länder 2023, gegenseitige Botschaften einzurichten.
Eine bedeutende gegenseitige Diaspora besteht nicht. Im Jahr 2024 waren 73 ruandische Staatsbürger in Brasilien gemeldet.

## Geschichte

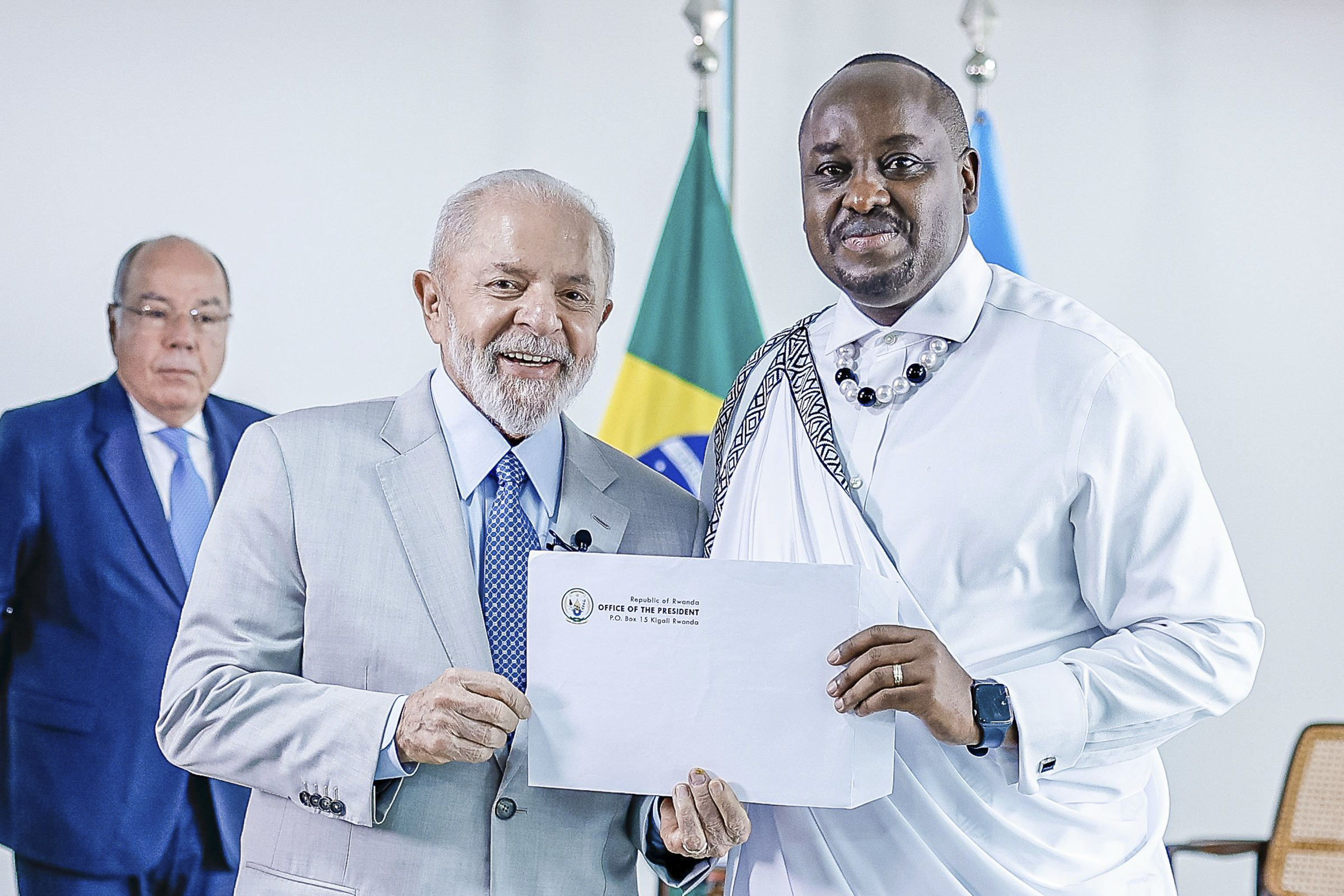
Ruandas erster Botschafter in Brasilien, Lawrence Manzi, bei seiner Akkreditierung bei Brasiliens Präsident Lula da Silva am 22. Mai 2024.

Brasilien und Ruanda nahmen 1981 diplomatische Beziehungen auf, 1982 kam Ruandas Außenminister zum ersten ruandischen Staatsbesuch nach Brasilien. Ihre Beziehungen blieben zunächst schwach, und die innenpolitische Krise nach dem, auch in Brasilien mit Schrecken medial begleiteten Völkermord in Ruanda 1994 verhinderte eine Annäherung.
Im Laufe der 2000er Jahre konsolidierte sich Ruanda. 2007 schlossen beide Staaten ein bilaterales Rahmenabkommen über technische Zusammenarbeit. Am Rande der 62. UN-Generalversammlung trafen der brasilianische Außenminister Celso Amorim und sein ruandischer Amtskollege sich zu Gesprächen.
2011 unterzeichneten beide Staaten ein Memorandum of Understanding (MoU) zur Förderung der Landwirtschaft und der Nahrungsmittelsicherheit. Zudem trafen sich der um engere Beziehungen zu Afrika bemühte brasilianische Außenminister Antonio Patriota und Ruandas Präsident Paul Kagame zu Gesprächen am Rande der HIV-Konferenz der Vereinten Nationen. 2012 gab Brasilien 100.000 US-Dollar an die UNICEF-Nothilfe für das im Distrikt Nyamagabe in Ruanda gelegene Flüchtlingslager Kigeme.
Im Jahr 2019 unterzeichneten Brasilien und Ruanda ein Luftfahrtabkommen, das einen Austausch von Fachwissen und Trainingsprogrammen vorsah.
Brasilien spendete 2020 über das Welternährungsprogramm der Vereinten Nationen an Ruanda, um bei der Begegnung der COVID-19-Pandemie in Ruanda zu helfen.
2023 unterzeichneten beide Länder im Rahmen eines Besuchs des ruandischen Außenministers Vincent Biruta in Brasilien zwei Abkommen: eines über die Überstellung verurteilter Personen und ein weiteres Memorandum of Understanding über die Aufhebung der Visumspflicht für Inhaber von Diplomaten- und Dienstpässen.
Am 7. August 2024 bewilligte der brasilianische Bundessenat das 2019 geschlossene umfassende Luftfahrtabkommen, das nicht nur Lande- und Überflugrechte, Genehmigungen für Betrieb und Vermarktung und für die verschiedensten Dienstleistungen für den Flugbetrieb beinhaltete, sondern auch zur Vertiefung der freundschaftlichen Beziehungen beitragen soll. So verspricht man sich von dem Abkommen auch Impulse für Handel, Investitionen, Kultur und Tourismus.

## Diplomatie

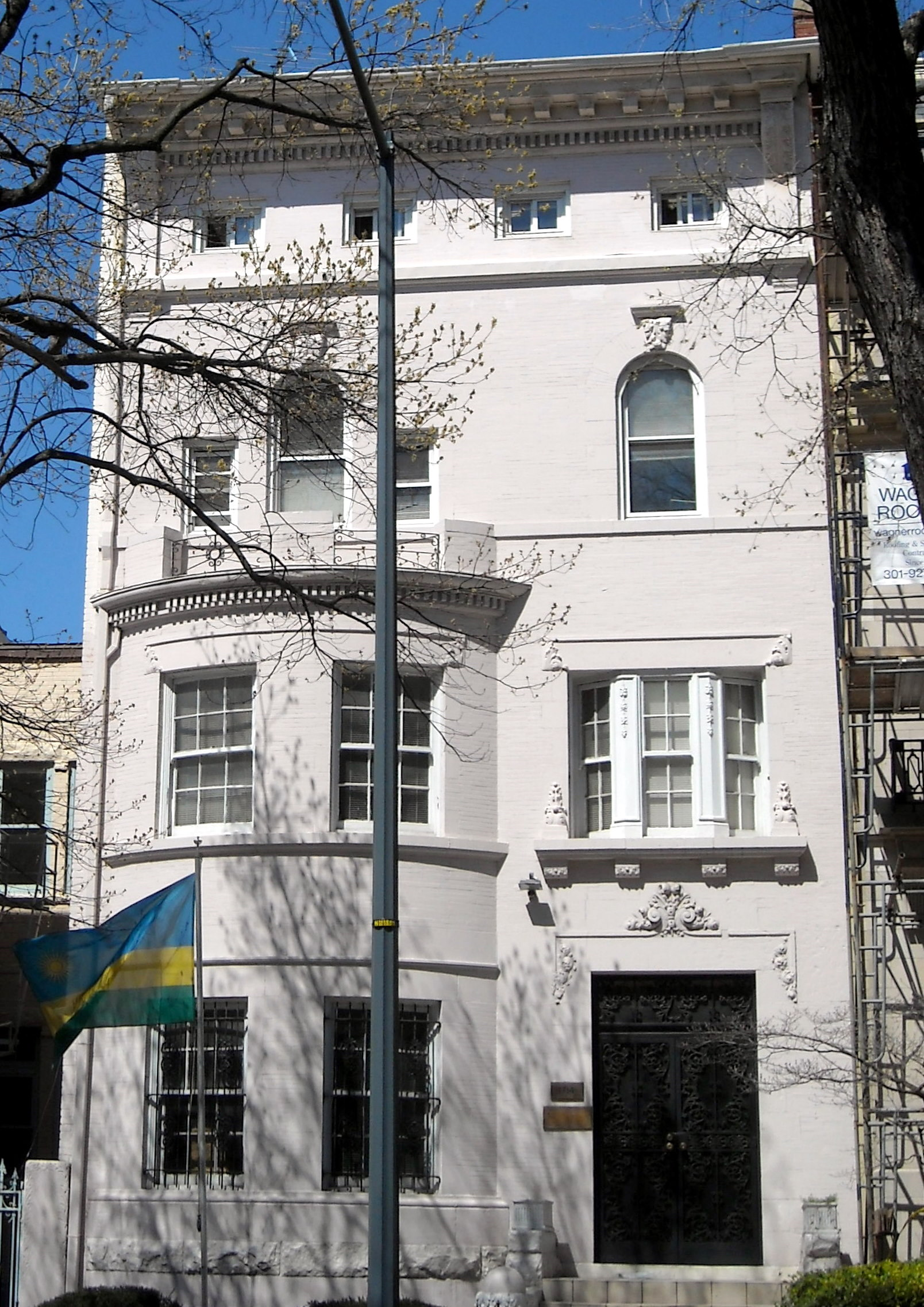
Die ruandische Botschaft in Washington, D.C. war bis Mai 2024 auch für Brasilien zuständig.

Brasilien hat im November 2023 die Einrichtung einer eigenen Botschaft in Ruanda beschlossen, jedoch noch nicht eröffnet, so dass Ruanda vorerst weiterhin zum Amtsbezirk des brasilianischen Botschafters in Kenia gehört.(Stand November 2024).
Ruanda hat seine Botschaft in der brasilianischen Hauptstadt Brasília im Frühjahr 2024 eröffnet, am 22. Mai 2024 akkreditierte sich Lawrence Manzi als erster ruandischer Vertreter in Brasilien. Bis dahin war Ruandas Botschaft in den USA auch für Brasilien zuständig.
Gegenseitige Konsulate sind bisher nicht eingerichtet (Stand November 2024).

## Wirtschaft
Der Handel zwischen Brasilien und Ruanda steht noch am Anfang. So belief sich ihr bilaterales Handelsvolumen 2019 auf 550.000 US-Dollar, weitgehend ausschließlich brasilianische Lieferungen von Maschinen und Geräten, Fahrzeugen, Papier und Kunststoffgegenständen, und Zucker.
Bedeutender sind die Kooperationen in Ruanda selbst. So ist bereits eine brasilianisch-argentinische Computerfirma in Ruanda ansässig, und 2023 begannen bilaterale Regierungsgespräche über Bereiche, in denen öffentliche und private brasilianische Akteure in Ruanda tätig werden können, darunter die Bereiche Ernährungssicherheit und Klimawende, aber auch Handel und Investitionen.